# Oncoïde

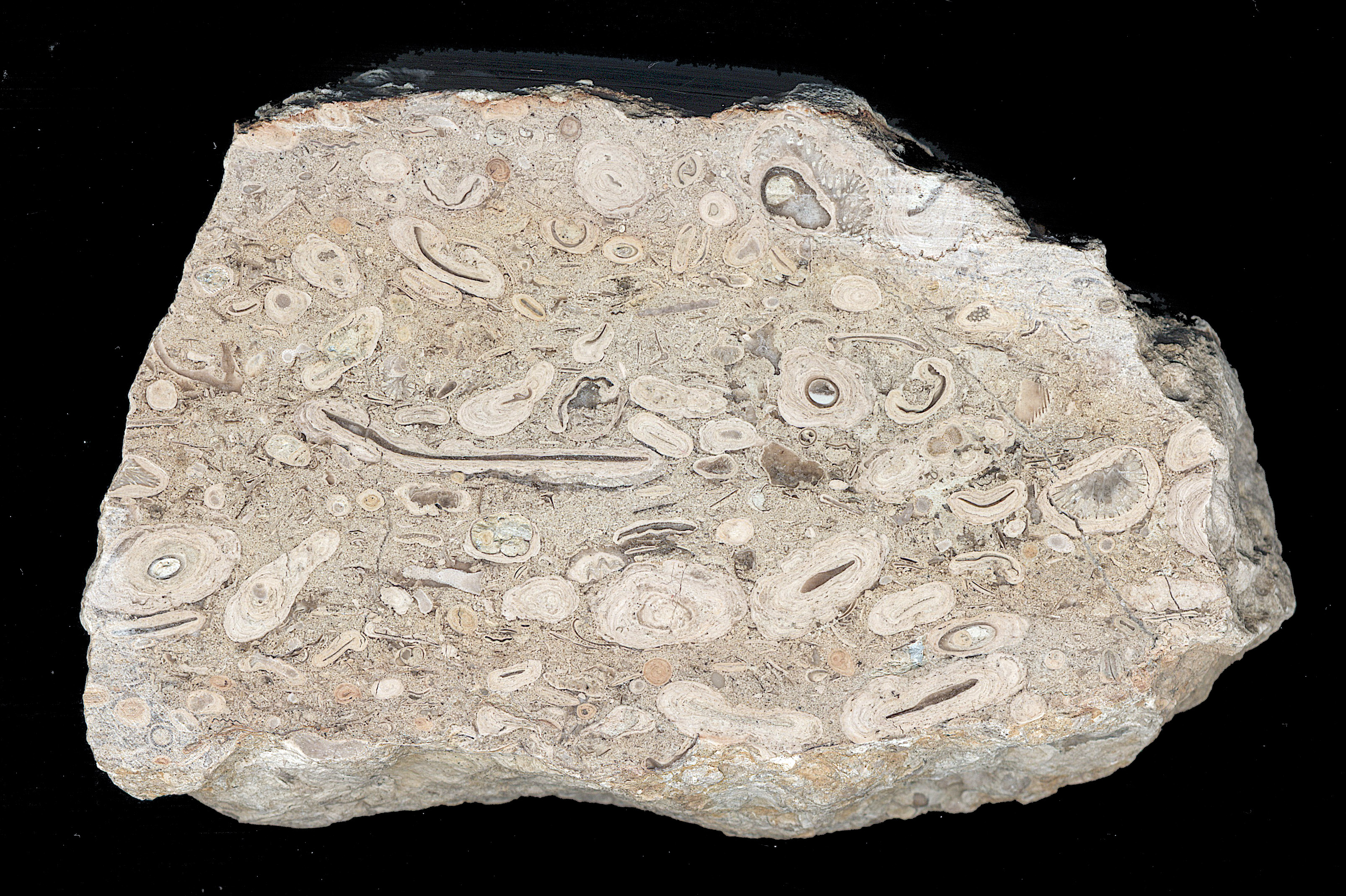
Brok steen uit de Holen-formatie, Darriwilien (Midden-Ordovicium). Kalksteen met veel oncoïden ("oncolitisch"). Gotland, Zweden.

Een oncoïde is een onregelmatig gevormde, uit laagjes ("laminae") opgebouwde kalkige klast in sedimentair gesteente, met name carbonaatgesteente. Oncoliet is gesteente dat voornamelijk is opgebouwd uit oncoïden. Het verschil met oöiden of pisoïden is dat oncoïden een minder regelmatige, ronde vorm hebben, en de laminae (laagjes) onregelmatig zijn, of soms niet rond de hele klast doorlopen zodat ze maar ten dele overlappen. Oncoïden vormen vaak door de accumulatie van opeenvolgende lagen blauwalgen of andere organismen die de kalk samenhouden. Vaak worden oncoïden als biogene klasten geïnterpreteerd terwijl oöiden als klasten met een niet-biologische, scheikundige oorsprong worden gezien. Hoewel dit vaak correct is, blijkt het niet in alle gevallen te kloppen.
Een oncoïde met een kleinere diameter dan 2 mm wordt een micro-oncoïde genoemd.
Veel oncoïden hebben een kern ("nucleus") die door de laminae omringd wordt. De interne structuur van een oncoïde hoeft niet altijd uit laminae te bestaan: er komen ook oncoïden voor met een radiale of colomvormige interne structuur.
Oncoïden kunnen op veel verschillende manieren en in zeer diverse afzettingsmilieus ontstaan. De meeste zijn echter gevormd in zeer ondiep water, door de wisselwerking van golvend water met blauwalgen. De oncoïde hoeft daarbij niet regelmatig om te rollen. Blauwalgen kunnen ook in laminae rondom een stilliggende klast groeien.